# 常盤桜子
常盤 桜子（ときわ さくらこ、1983年11月22日 - ）は、日本の元AV女優。
東京都出身。血液型:A型、身長157cm、スリーサイズ:B82（C-65） W57 H78。、趣味:料理　特技:筋トレ

## 作品

### アダルトビデオ
- デビューしちゃいました （2002年 トランスコーポレーション）
- Cherry blossom （2002年11月18日　セクシア）
- Misty （2002年12月27日　セクシア）
- HEAT LOCE （2003年1月31日　セクシア）
- HEVEN'S DOOR （2003年2月28日　セクシア）
- 淫乱プリンセス（2003年3月21日　メディアステーション）
- Little Adoventure（2003年4月18日　セクシア）
- 常盤桜子のCosplasshion（2003年4月25日　セクシア）
- お嬢様は変態志願（2003年5月18日　メディアステーション）
- あなたに逢いたい（2003年6月27日　セクシア）
- エレクトガールズコレクション（2003年7月10日　セクシア）
- マイ・セルフ　常盤桜子の裏（2003年7月27日　メディアステーション） - 常盤桜子監督作品
- 女教師の秘蜜（2003年8月22日　セクシア）
- レイプ志願　アイドルを襲え（2003年9月7日　メディアステーション）
- プレミア・ミックス（2003年10月24日　メディアステーション）
- Dark Chery（2003年10月31日　マックス・エー）
- コールガール痴女（2003年12月26日　セクシア）
- 先生の体温（2004年1月16日　マックス・エー）
- Wet&Messy（2004年2月20日　セクシア）
- とびっきり! （2004年6月4日　セクシア）
- ブルーファイル（2005年5月21日　マックス・エー）
- 極上FUCK限界BODY（2006年5月26日　セクシア）

### テレビ番組
- Peach-Pit 桃のたね（MONDO TV）

## 写真集
- ロスト・ヴァージン（2002年11月、双葉社、撮影：斉木弘吉）ISBN 978-4575294958
- X.Rhythm（2004年3月、彩文館出版、撮影：郡司大地）ISBN 978-4775600368